# Seppo Pyykkö
Seppo Pyykkö (Oulu, 24 december 1955) is een voormalig profvoetballer uit Finland, die speelde als aanvallende middenvelder gedurende zijn carrière. Pyykkö werd in 1979 uitgeroepen tot Fins voetballer van het jaar. Hij beëindigde zijn actieve loopbaan in 1986 bij de Finse club OTP Oulu.

## Interlandcarrière
Pyykkö kwam – inclusief duels voor de olympische ploeg – in totaal dertig keer uit voor de nationale ploeg van Finland in de periode 1976-1981, en scoorde één keer voor zijn vaderland. Hij maakte zijn debuut onder leiding van bondscoach Aulis Rytkönen op 13 juni 1976 in de WK-kwalificatiewedstrijd tegen Engeland (1-4) in Helsinki. Hij viel in dat duel na 65 minuten in voor Jouko Suomalainen.

## Erelijst
OPS Oulu
- Fins landskampioen

1979